# George Pakos
George Pakos (né le 14 juillet 1952 à Victoria au Canada) est un joueur de football international canadien, qui évoluait au poste d'attaquant.

## Biographie

### Carrière en club
George Pakos joue en faveur de plusieurs clubs canadiens, notamment le London Boxing Club et le Victoria Riptide.

### Carrière en sélection
George Pakos reçoit 22 sélections en équipe du Canada, inscrivant 5 buts, entre 1983 et 1986.
Il dispute cinq matchs rentrant dans le cadre des éliminatoires du mondial 1986, inscrivant deux buts.
Il figure dans le groupe des sélectionnés lors de la Coupe du monde de 1986. Lors du mondial organisé au Mexique, il joue un match contre l'Union soviétique, pour un total de 22 minutes de jeu.